# Risum-Lindholm
Risum-Lindholm é um município da Alemanha, localizado no distrito de Nordfriesland, estado de Schleswig-Holstein.